# La coppa
La coppa (ཕོར་པ།, Phörpa) è un film bhutanese del 1999 diretto da Khyentse Norbu.
È stato presentato nella Quinzaine des Réalisateurs al 52º Festival di Cannes. È inoltre il primo film bhutanese ad essere stato proposto per il premio Oscar nella categoria di miglior film straniero, senza venir candidato.

## Trama
Questa divertente commedia prevede come protagonisti dei giovani iniziati al monastero del Tibet appassionati di calcio che, senza farsi scoprire, fuggono ogni notte a vedere le partite in un bar vicino. I monaci lo vengono a sapere ma poi accettano l'idea dei ragazzi di mettere una parabola satellitare nell'edificio per vedere la mitica finale dei mondiali di calcio tra Francia e Brasile.